# Monti della Laga e Lago di Campotosto
Monti della Laga e Lago di Campotosto este o arie protejată (arie specială de conservare — SAC, sit de importanță comunitară — SCI) din Italia întinsă pe o suprafață de 15.816 ha, integral pe uscat.

## Localizare
Centrul sitului Monti della Laga e Lago di Campotosto este situat la coordonatele 42°40′07″N 13°25′44″E / 42.668611°N 13.428889°E.

## Înființare
Situl Monti della Laga e Lago di Campotosto a fost declarat sit de importanță comunitară în aprilie 1995 pentru a proteja 2 specii de plante și 29 de specii de animale. Situl a fost protejat și ca arie specială de conservare în septembrie 2022.

## Biodiversitate
Situată în ecoregiunea alpină, aria protejată conține 27 de habitate naturale: Pante stâncoase silicioase cu vegetație casmofită, Grohotișuri silicioase de la nivelul montan până la nivelul zăpezii (Androsacetalia alpinae și Galeopsietalia ladani), Pajiști alpine și boreale, Pajiști alpine și subalpine calcaroase, Râuri de munte și vegetația lor lemnoasă cu Salix elaeagnos, Mlaștini alcaline, Formațiuni ierboase bogate în specii de Nardus, dezvoltate pe substraturi silicioase în zone montane (și în zone submontane, în Europa continentală), Păduri de Castanea sativa, Pajiști uscate seminaturale și facies de acoperire cu tufișuri pe substraturi calcaroase (Festuco-Brometalia) (* situri importante pentru orhidee), Liziere de ierburi înalte hidrofile de câmpie și de nivel montan până la alpin, Galerii de Salix alba și de Populus alba, Tufărișuri subarctice cu Salix spp., Fânețe de joasă altitudine (Alopecurus pratensis, Sanguisorba officinalis), Păduri ilirice de stejar și carpen (Erythronio-Carpinion), Ape puternic oligomezotrofe cu vegetație bentonică cu Chara spp., Păduri pe pante, grohotișuri și ravene de Tilio-Acerion, Păduri de fag din Apenini cu Taxus și Ilex, Roci stâncoase cu vegetație pionieră de Sedo-Scleranthion sau Sedo albi-Veronicion dillenii, Lacuri eutrofice naturale cu vegetație de tip Magnopotamion sau Hydrocharition, Păduri de Abies alba din Apeninii sudici, Formațiuni de Juniperus communis pe lande sau pajiști calcaroase, Păduri de fag din Apenini cu Abies alba și păduri de fag cu Abies nebrodensis, Pajiști umede mediteraneene cu ierburi înalte de Molinio-Holoschoenion, Mlaștini turboase de tranziție și turbării mișcătoare, Lande oro-mediteraneene cu formațiuni endemice de grozamă, Râuri mediteraneene cu debit permanent cu specii de Paspalo-Agrostidion și galerii riverane de Salix și de Populus alba, Râuri de munte și vegetația erbacee de pe malurile acestora.
La baza desemnării sitului se află mai multe specii protejate:
- plante (2): Buxbaumia viridis, Himantoglossum adriaticum
- păsări (18): potârnichea de stâncă (Alectoris graeca saxatilis), fâsă-de-câmp (Anthus campestris), acvilă de munte (Aquila chrysaetos), rață-cu-cap-castaniu (Aythya ferina), rața moțată (Aythya fuligula), rață roșie (Aythya nyroca), șoim călător (Falco peregrinus), muscar-gulerat (Ficedula albicollis), lișiță (Fulica atra), sfrâncioc roșiatic (Lanius collurio), Leiopicus medius, ciocârlie de pădure (Lullula arborea), mierlă de piatră (Monticola saxatilis), cinghiță alpină (Montifringilla nivalis), corcodel mare (Podiceps cristatus), Prunella collaris, Pyrrhocorax pyrrhocorax, fluturașul de stâncă (Tichodroma muraria)
- amfibieni (3): Bombina pachypus, Salamandrina terdigitata, Triturus carnifex
- mamifere (1): lupul (Canis lupus)
- nevertebrate (2): Austropotamobius pallipes, fluturele de noapte (Eriogaster catax)
- pești (3): Cobitis bilineata, Rutilus rubilio, Telestes muticellus
- reptile (2): șarpele cu patru dungi (Elaphe quatuorlineata), Vipera ursinii

Pe lângă speciile protejate, pe teritoriul sitului au mai fost identificate 45 de specii de plante, 9 specii de păsări, 2 specii de amfibieni, 3 specii de mamifere, 38 de specii de nevertebrate.